# St Clement Danes
St. Clement Danes er en kirke i City of Westminster i London. Kirken ligger ved Royal Courts of Justice og London School of Economics på Strand.
Kirken undgik skader under Storbranden i London i 1666, men det blev alligevel nødvendigt at ombygge kirken. Dette skete under ledelse af arkitekten Christopher Wren. Mellem 1680 og 1682 fik han kirken genopbygget i barok stil.

## Vikingetiden
I Vikingetiden boede der mange danskere i London. Den danske bebyggelse var koncentreret omkring Strand. På Guthrum af Danelagens tid (dvs. omkring 880) blev Danelagen oprettet, og vikingerne opførte kirken lige uden for grænsebyen London. Ligesom den senere domkirke i Århus blev kirken indviet til Sankt Clemens, der er søfolkenes værnehelgen.
Knud den Stores søn kong Harald Harefod af England blev begravet i kirken i marts 1040, men hans rival og halvbroder kong Hardeknud af Danmark og England lod senere hans lig grave op for at smide det i en mose ved Themsen.

## Kirke for flyvevåbnet
Kirken blev ødelagt under bombningen af London i den 10. maj 1941. Efter 2. verdenskrig blev kirken genopført. Siden 1958 har den været hovedkirke for Royal Air Force.
Nabokirken St Mary le Strand er kirke for flåden. Det er især er det kvindelige hjælpekorps (Women's Royal Navy Service), der har brugt kirken.

## Skolerne
Kirken oprettede en børneskole i 1844 og et gymnasium i 1862. Børneskolen ligger på Drury Lane i det nærliggende Covent Garden, mens gymnasiet (St. Clement Danes School) i 1976 flyttede til Chorleywood i Three Rivers District i Hertfordshire 32 kilometer nordvest for det centrale London. Skolernes kor og orkestre medvirker i en årlig festgudstjeneste i kirken.
Efter at flyvevåbnet har overtaget St. Clement Danes-kirken har børneskolen fået et større samarbejde med nabokirken (St. Mary le Strand).

## Danske gudstjenester
I 1696 den første protestantiske danske kirke i London bygget på Wellclose Square ved Tower. Denne kirke blev afhændet i 1868. Derefter blev der blev der holdt danske gudstjenester forskellige steder i London. Nogle få gange var der danske gudstjenester i St. Clement Danes.
St. Katharine’s kirke i Regent's Park blev overtaget af Dansk Kirke i Udlandet i 1952. Siden 1985 St. Katharine’s kirke været den danske sømands- og udlandskirke i London .